# Achondrostoma oligolepis
Achondrostoma oligolepis är en fiskart som först beskrevs av Robalo, Doadrio, Almada och Maurice Kottelat 2005.  Achondrostoma oligolepis ingår i släktet Achondrostoma och familjen karpfiskar. IUCN kategoriserar arten globalt som livskraftig. Inga underarter finns listade i Catalogue of Life.

## Bildgalleri

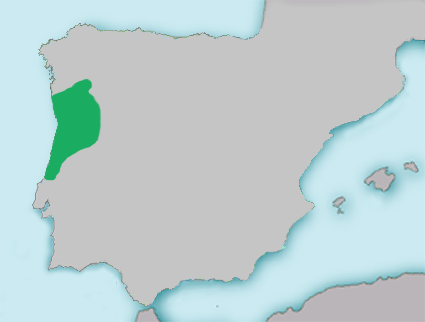
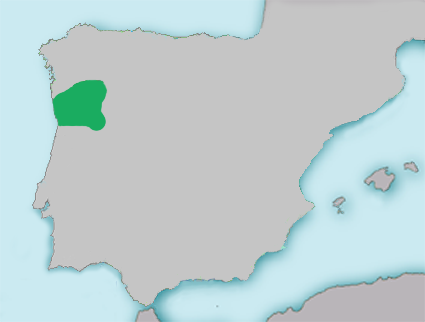